# Виштак Степанида Демидівна
Степанида Демидівна Виштак (17 жовтня 1918, село Лосятин, тепер Васильківського району Київської області — 7 грудня 1994, село Лосятин Васильківського району Київської області) — українська радянська діячка, ланкова колгоспу «Радянська Україна» Васильківського району Київської області. Двічі Герой Соціалістичної Праці (11.04.1949, 7.08.1952). Кандидат у члени ЦК КПУ в 1954—1956 роках. Член ЦК КПУ в 1956—1976 роках. Депутат Верховної Ради СРСР 4—9-го скликань.

## Біографія
Народилася в селянській родині. Освіта початкова.
З 1933 року — колгоспниця, з 1937 року — ланкова колгоспу імені Котовського (імені Молотова) села Лосятин Гребінківського району Київської області.
У 1942—1945 роках — вивезена в Німеччину, працювала робітницею на цегельному заводі в місті Лейпцигу.
З 1945 року — ланкова колгоспу імені Молотова (з 1957 року — «Радянська Україна») села Лосятин Гребінківського (Васильківського) району Київської області. Майстер високих врожаїв цукрових буряків, кукурудзи та інших сільськогосподарських культур.
Член ВКП(б) з 1950 року.
Потім — на пенсії в селі Лосятині Васильківського району Київської області.

## Нагороди
- двічі Герой Соціалістичної Праці (11.04.1949, 7.08.1952)
- шість орденів Леніна (11.04.1949, 3.07.1950, 20.06.1951, 13.07.1954, 26.02.1958, 31.12.1965)
- орден Жовтневої Революції (8.04.1971)
- орден Трудової Слави ІІІ ст. (14.02.1975)
- медалі
- лауреат Державної премії СРСР (1978)
- заслужений працівник сільського господарства Української РСР (16.10.1978)